# 球台

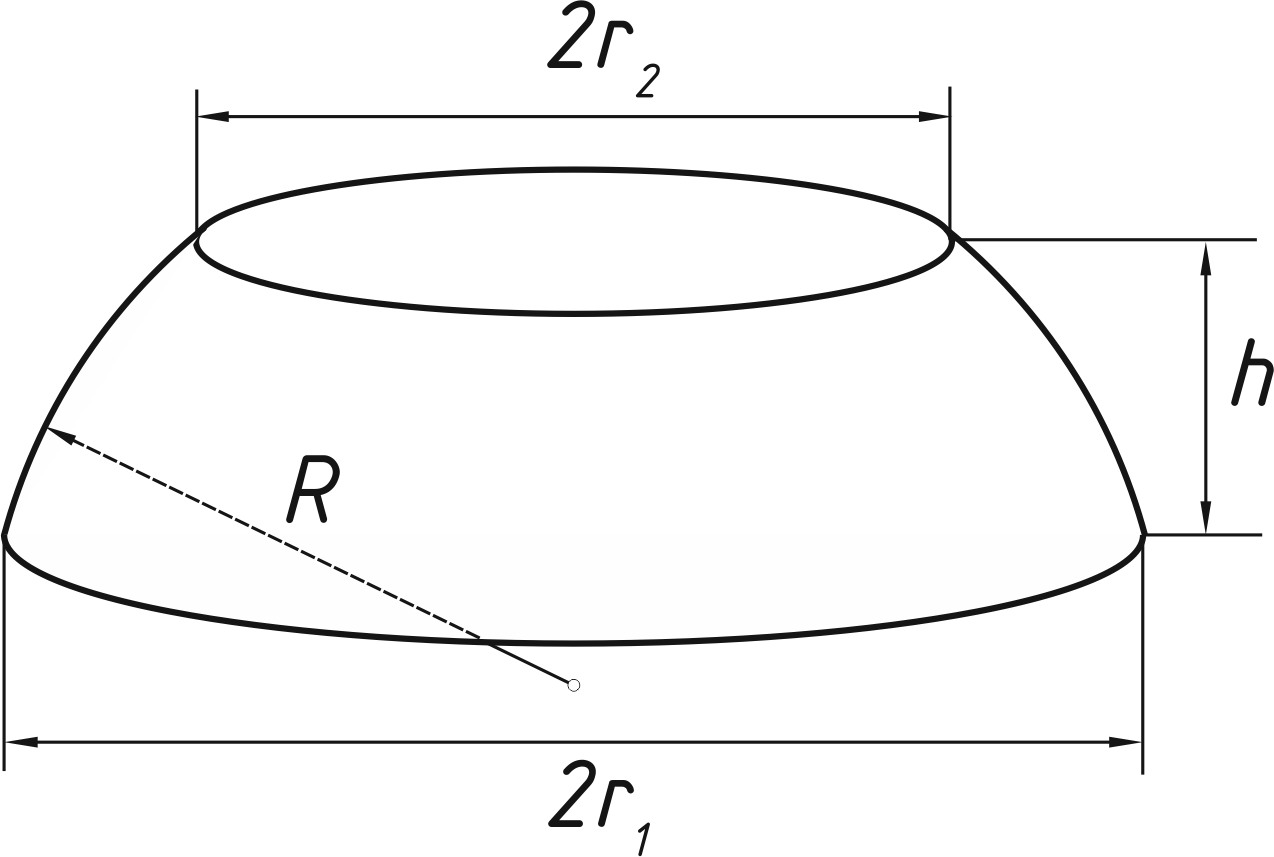
球台

球台 (きゅうだい、spherical segment) は、球面または球体を1対の平行な平面で切断することにより定義される立体である。先端が切り取られた球冠と考えることができ、球の錐台に相当する。
球台（の表面）から2つの底面を除いた曲面は、球帯 (きゅうたい、spherical zone) と呼ばれる。
もとの球の半径を R とし、球台の底面の半径を r1 と r2 とし、高さ（2つの平行な底面間の距離）を h とすると、体積は次の式で与えられる。
{\displaystyle V={\frac {\pi h}{6}}\left(3r_{1}^{2}+3r_{2}^{2}+h^{2}\right).}
上底と下底を除いたものである球帯の表面積は、次の式で与えられる。これはランベルト正積円筒図法や円柱投影に関係が深い。
{\displaystyle A=2\pi Rh.}